# Club sportif constantinois (féminines)
Maillots
La section féminine du Club Sportif Constantinois, plus couramment abrégé en CS Constantine, est un club de football algérien féminin fondé en 2004 sous le nom des Filles de la Concorde de Constantine et basé dans la ville de Constantine. Il évolue en première division du championnat d'Algérie.
En 2022, il fusionne avec le Club sportif constantinois et deviens sa section féminine.

## Histoire
Le club est fondé en 2004 sous le nom des Filles de la Concorde de Constantine abrégé en FC Constantine par Radia Fertoul. Le club évolue en première division du championnat d'Algérie lors de la saison 2016-2017. Il connaît son premier doublé Coupe-Championnat en 2018.
En juillet 2022, le club fusionne avec le CS Constantine et deviens la section féminine du club.

## Identité du club

### Historique du Nom
Depuis la fondation du club en 2004, le club a changé une fois son nom et son slogan avec sa fusion avec le CS Constantine en 2022 :
| Filles de la Concorde de Constantine |
| ------------------------------------ |

| Club Sportif Constantinois |
| -------------------------- |

### Historique du Logo

Logo du FCC
Logo du CSC

## Palmarès
| Compétitions nationales | Compétitions de jeunes                                          |
| --- | --------------------------------------------------------------- |
| - Championnat d'Algérie (1) : - Vainqueur : 2017-18. - Deuxième : 2015-16. - Coupe d'Algérie (2) : - Vainqueur : 2017-18 et 2018-19. - Finaliste :2011-12, 2012-13, 2013-14, 2014-15, 2015-16 et 2022-23. - Supercoupe d'Algérie (1) : - Vainqueur : 2016. | - Coupe d'Algérie -17 ans féminine (1) : - Finaliste : 2015-16. |